# My Tribute to Elvis
My Tribute to Elvis is een Nederlands televisieprogramma op SBS6 waarin Rob Kemps en The Tribute: Battle of the Bands-winnaar Bouke Scholte een muzikaal eerbetoon brengen aan Elvis Presley. In het programma geeft Bouke een concert in Het Paard in Den Haag waar bij elk nummer wordt stilgestaan door middel van een muzikale roadtrip door de Verenigde Staten. 

## Locaties
Tijdens de tocht door het land worden belangrijke plekken in het leven van Elvis bezocht zoals Graceland, Memphis en Las Vegas.

## Spin-off
Het programma is een spin-off van de muzikale televisiewedstrijd The Tribute: Battle of the Bands waarin tributebands een muzikaal eerbetoon brengen aan hun idool. Scholte won het tweede seizoen van The Tribute in 2022 en kreeg vanwege het grote succes een vervolg met deze spin-off.